# PDGFB
PDGFB (англ. Platelet derived growth factor subunit B) – білок, який кодується однойменним геном, розташованим у людей на короткому плечі 22-ї хромосоми. Довжина поліпептидного ланцюга білка становить 241 амінокислот, а молекулярна маса — 27 283.
| 10         |  | 20         |  | 30         |  | 40         |  | 50         |
| ---------- |  | ---------- |  | ---------- |  | ---------- |  | ---------- |
| MNRCWALFLS |  | LCCYLRLVSA |  | EGDPIPEELY |  | EMLSDHSIRS |  | FDDLQRLLHG |
| DPGEEDGAEL |  | DLNMTRSHSG |  | GELESLARGR |  | RSLGSLTIAE |  | PAMIAECKTR |
| TEVFEISRRL |  | IDRTNANFLV |  | WPPCVEVQRC |  | SGCCNNRNVQ |  | CRPTQVQLRP |
| VQVRKIEIVR |  | KKPIFKKATV |  | TLEDHLACKC |  | ETVAAARPVT |  | RSPGGSQEQR |
| AKTPQTRVTI |  | RTVRVRRPPK |  | GKHRKFKHTH |  | DKTALKETLG |  | A          |

A: Аланін

C: Цистеїн

D: Аспарагінова кислота

E: Глутамінова кислота

F: Фенілаланін

G: Гліцин

H: Гістидин

I: Ізолейцин

K: Лізин

L: Лейцин

M: Метіонін

N: Аспарагін

P: Пролін

Q: Глутамін

R: Аргінін

S: Серин

T: Треонін

V: Валін

W: Триптофан

Кодований геном білок за функціями належить до факторів росту, мітогенів, білків розвитку. 
Секретований назовні.